# Альберт Абрагам Майкельсон
Альберт Абрагам Майкельсон (англ. Albert Abraham Michelson; 19 грудня 1852, Стрельно, Пруссія — 9 травня 1931, Пасадена, Каліфорнія) — перший американський фізик, удостоєний в 1907 році Нобелівської премії з фізики за створення прецизійних інструментів та виконання з їх допомогою спектроскопічних і метрологічних досліджень.

## Біографія
Народився 19 грудня 1852 року в Стрельні (нині Стшельно, Польща). У 1854 році сім'я переїхала до США. У 1873 році закінчив Військово-морську академію в Аннаполісі. Після випуску два роки плавав на кораблях, а потім був призначений викладачем фізики тієї ж академії. У цей час почалася наукова діяльність Майкельсона. Першим його успіхом було повторення експерименту Фуко з вимірювання швидкості світла, при цьому точність отриманих ним результатів довгий час залишалася неперевершеною. У 1880–1882 роках він стажувався в університетах Берліна, Гейдельберга, Парижа. Працюючи в Берліні у Гельмгольца, зацікавився проблемою виявлення «ефірного вітру» і для проведення відповідного експерименту сконструював інтерферометр, названий згодом його ім'ям. З його допомогою провів вимірювання спектральних ліній різних елементів, однак відповіді на основне питання, що його цікавило, не отримав через недостатню точність установки. У 1883 році повернувся на батьківщину, до 1889 року був професором Школи прикладних наук у Клівленді. Тут він провів важливе дослідження поширення світла в сірковуглеці, яке підтвердило теорію Релея про зв'язок між груповою та фазовою швидкостями, а потім вирішив повернутися до дослідів, розпочатих у Європі. Спільно з Е. Морлі створив новий інтерферометр, що дозволяв досягти необхідної точності, і 1887 року отримав результат, який англійський учений Дж. Бернал назвав «найбільшим з усіх негативних дослідів в історії науки». Цей експеримент став фундаментальним підтвердженням спеціальної теорії відносності. У 1889–1892 роках Майкельсон працював професором університету Кларка в Вустері (штат Массачусетс), потім до 1929 року — професором Чиказького університету. У 1890-ті роки він вирішив важливу метрологічну задачу: провів вимірювання еталона довжини в одиницях довжини хвилі випромінювання кадмію. У ці ж роки, зацікавившись зоряною спектроскопією, винайшов спектральний прилад високої роздільної здатності — «ешелон Майкельсона».
У 1920 році за допомогою винайденого ним «зоряного інтерферометра» провів вимірювання кутових розмірів зірки-гіганта Бетельгейзе. У 1929 році він повторив експеримент Майкельсона-Морлі, домігшись ще вищої точності. Останнім його дослідженням стало нове вимірювання швидкості світла, але вже у вакуумі. Майкельсон, будучи вже важко хворим, до останнього керував підготовкою до експерименту. Але дочекатися його результатів йому вже не судилося. Експериментатор помер в Пасадені (штат Каліфорнія) 9 травня 1931 року на 79-му році життя. Завершити останній експеримент Альберта Майкельсона довелося вже його учням.

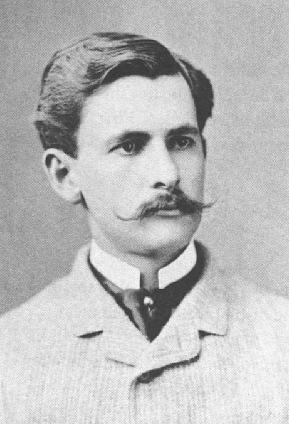
Альберт Абрагам Майкельсон (1920)

## Приватне життя
Майкельсон двічі перебував у шлюбі. Шлюб з Маргарет Хемінуей (1877), в якому народилися дочка і двоє синів, закінчився розлученням в 1897 році. Два роки по тому Майкельсон одружився з Едною Стентон. У цьому шлюбі у Майкельсона було три дочки.
Майкельсон був відомий як художник-аквареліст і як обдарований скрипаль. Навчав музики своїх дітей. Добре грав у теніс, більярд, шахи та бридж, любив вітрильний спорт.

## Нагороди
Хоча Майкельсон ніколи не захищав докторської дисертації, він був удостоєний за свої досягнення ступеня почесного доктора одинадцятьма найбільшими університетами Європи і Америки. Крім Нобелівської премії серед його численних нагород були:
- премія Румфорда Американської академії мистецтв і наук (1888 рік)
- медаль Коплі Лондонського королівського товариства (1907 рік)
- медаль Генрі Дрейпера Національної академії наук США (1916 рік)
- медаль Франкліна Франклінського інституту (1923 рік)
- Золота медаль Королівського астрономічного товариства (1923 рік)
- медаль Дадделла Лондонського королівського товариства (1929 рік).

Майкельсон був членом багатьох наукових товариств і академій, в тому числі Національної академії наук США, Лондонського королівського товариства, Французької академії наук та Академії наук СРСР, президентом Американського фізичного товариства (1901 — 1903 роки) і Національної академії наук США (1916 рік).

## Цікаві факти
- Відомий своєю цілеспрямованістю, Майкельсон завжди віддавав перевагу науковим дослідженням перед адміністративною роботою і викладацькою діяльністю. Він не любив спілкуватися з аспірантами і лише зрідка, від випадку до випадку, виступав з лекціями і доповідями.
- Хоча Майкельсон ніколи не виявляв особливого інтересу до родичів, які залишилися в Старому світі, йому доставляло якесь задоволення, а можливо, розраду, вважати себе поляком. «Поляк ніколи не буває щасливим», — з гіркою іронією пояснив він одного разу своїм дітям.
- На честь вченого названо астероїд 27758 Майкельсон[12].
- Для вступників до Військово-морської Академії на штат Невада, де тоді проживав Альберт з батьками, виділялося одне місце. Охочих було десятеро. Альберт здав іспити, проте не був зарахований. Місце в Академії дісталося п'ятнадцятирічному Джеймсу У. Блеклі, який отримав однакові з ним оцінки. Блеклі був сином ветерана Громадянської війни, що втратив в боях праву руку. Альберт не занепав духом. Він вирішив звернутися через члена конгресу від їх округу Томаса Фіча до Президента Сполучених Штатів з проханням надати йому одне з позаконкурсних місць в Академії. Кілька днів Альберт добирався до столиці. Усім було відомо, що президент Грант має звичай щодня в один і той же час виводити на прогулянку свого собаку. Альберт дочекався його біля воріт Білого дому і вручив тому рекомендації. Його наполегливість виправдала себе. Через кілька днів до нього прийшла звістка, що для нього спеціально заснували ще одне місце. Альберт став одинадцятим президентським кандидатом. Через багато років Майкельсон жартома говорив, що його наукова кар'єра почалася «з порушення закону».

| Доктор Майкельсон був одним з найвидатніших художників у світі наукового експерименту | (Альберт Ейнштейн)